# Paroöforon
Het paroöforon (meervoud: paroöfora) is een overblijfsel van de gangen van Wolff. Het woord stamt uit het oudgriekse παρά- pará- ,naast‘, ώὁφορον oophoron‚ ,eierstok‘, ῴόν oon, ,ei‘ en φορὤ phoro, ,dragen‘. Het parooforon is voor het eerst in 1872 beschreven  door de Amerikaanse arts Edmund Randolph Peaslee.
In de meeste gevallen verdwijnen de gangen van Wolff, maar soms kunnen insluitsels, zoals het epoöforon en paroöforon achter blijven. Het paroöforon bestaat uit een paar verspreide rudimentaire gangen, die het beste te zien zijn bij een kind. Ze liggen nabij de monding van de eileider in de baarmoeder in het mesenterium van de eileider (mesosalpinx) tussen de onderste takken van de arteria ovarica. De mesosalpinx is een deel van de binnenwand van de buikholte bij hogere gewervelden, met name het deel van de brede moederband dat zich uitstrekt van de eierstok tot aan de eileider. Een paroöforon is bekleed met trilhaarepitheel.
Het paroöforon is homoloog met de bijbal bij de man.

## Klinische betekenis
In het paroöforon kunnen adenomen en kwaadaardige tumoren ontstaan.

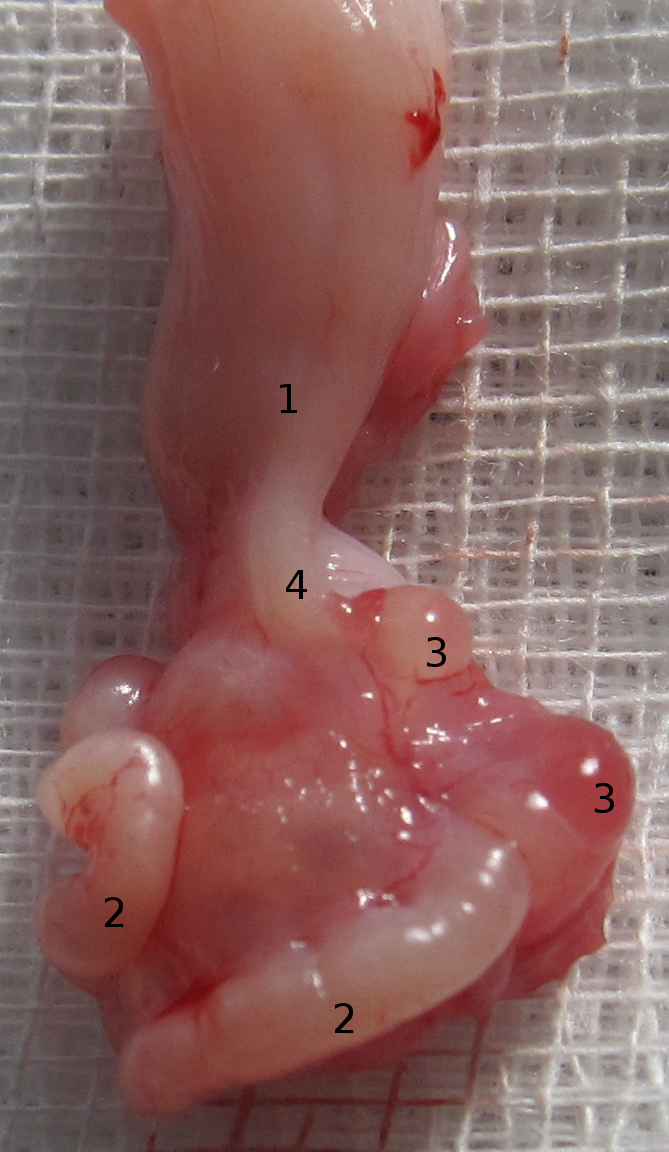
Paroöforon (3) van een kat. 1 Baarmoederhoorn, 2 Eileider, 4 Ligamentum ovarii proprium
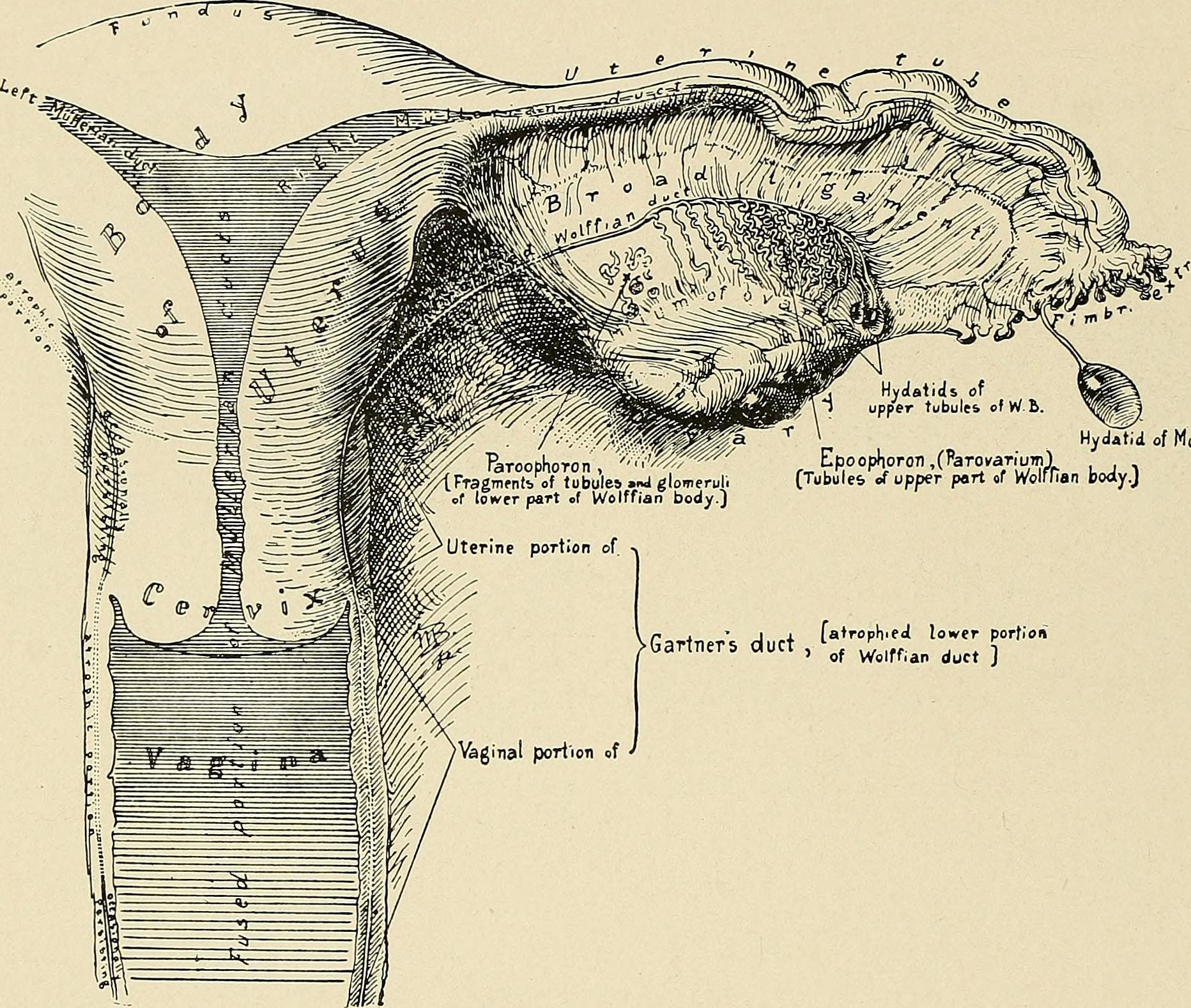
Met epoöforon en paroöforon
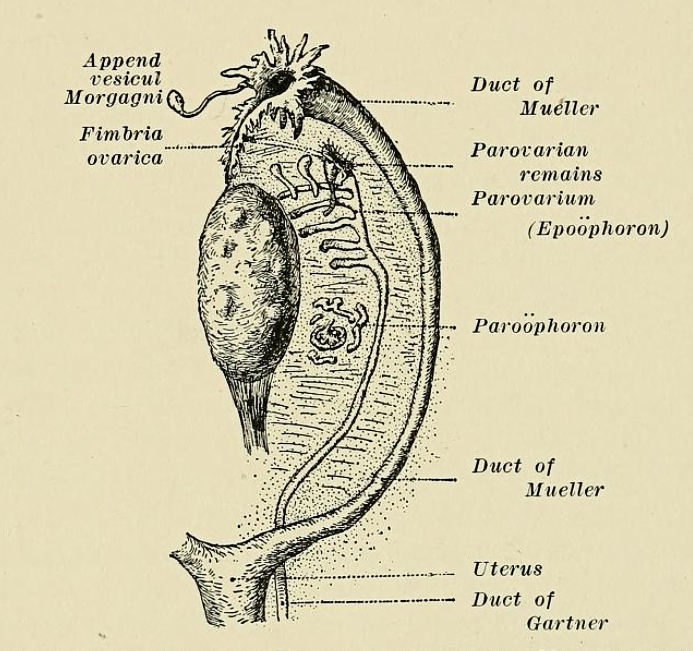
Met epoöforon en paroöforon